# Embedded liberalism
Embedded liberalism (ingebed liberalisme) is het naoorlogse internationale economische systeem van de westerse landen tot aan de jaren 1970, waarbij enerzijds de terugkeer naar vrijhandel werd gestimuleerd en anderzijds het binnenlandse economische beleid welvaart en werkgelegenheid stimuleerde. Dit kwam tot uiting in het systeem van Bretton Woods waarbij internationale handel en liberalisering werd gestimuleerd met onder meer de GATT, maar tegelijkertijd bleven landen autonoom om onder meer kapitaalbeperkingen in te voeren. De term werd bedacht door John Ruggie, professor in de internationale politieke economie.